# Mauro Schmid
Mauro Schmid   (Bülach, 4 de desembre de 1999) és un ciclista suís, professional des del 2021. Actualment corre a l'equip Team Jayco AlUla. En el seu palmarès destaca una victòria d'etapa al Giro d'Itàlia de 2021.

## Palmarès
- 2019
  -  Campió de Suïssa en ruta sub-23
  - 1r al Gran Premi Mobiliar
  - 1r al Gran Olten
- 2021
  - Vencedor d'una etapa al Giro d'Itàlia
- 2022
  - 1r a la Volta a Bèlgica
  - Vencedor d'una etapa a la Setmana Internacional de Coppi i Bartali
- 2023
  - 1r a la Setmana Internacional de Coppi i Bartali
- 2024
  -  Campió de Suïssa en ruta
  - 1r a la Volta a Eslovàquia
- 2025
  -  Campió de Suïssa en ruta
  -  Campió de Suïssa en contrarellotge
  - 1r a la Cadel Evans Great Ocean Road

### Resultats al Giro d'Itàlia
- 2021. 93è de la classificació general. Vencedor d'una etapa
- 2022. 75è de la classificació general

### Resultats a la Volta a Espanya
- 2024.  71è de la classificació general